# Најџел Фараж
Најџел Пол Фараж (енгл. Nigel Paul Farage; Фарнборо, Кент, 3. април 1964) британски је активиста, политички коментатор, водитељ и бивши политичар који је служио као лидер Странке за независност Уједињеног краљества (УКИП) од 2006. до 2009. и од 2010. до 2016. године и Реформ УК (раније као Брегзит странка) од 2019. до 2021. године. Био је члан Европског парламента за југоисточну Енглеску од 1999. до 2020. године. Такође је држао The Nigel Farage Show на ЕлБиСи-ју од 2017. до 2020. године.
Познат као истакнути евроскептик у Великој Британији од раних 1990-их, Фараж је водио кампању за иступање Уједињеног Краљевства из Европске уније. Фараж је био један од оснивача УКИП-а, напустивши Конзервативну странку 1992. године након потписивања Уговора из Мастрихта,  што је подстакло европске интеграције и основало Европску унију. Након неуспешне кампање на европским и вестминстерским парламентарним изборима од 1994. године, на изборима за Европски парламент 1999. године изабран је за члана ЕП за југоисточну Енглеску. Поново је изабран на изборима за Европски парламент 2004, 2009, 2014. и 2019. године. У Европском парламенту служио је као председник Европе слободе и директне демократије (ЕФДД) где је био познат по својим говорима, и као гласни критичар евро валуте.
Први пут је постао вођа УКИП-а у септембру 2006. године, а странку је водио кроз европске изборе 2009. године, када је освојила други по величини гласање у Великој Британији, победивши лабуристе и либералне демократе са преко два милиона гласова. Оставио је функцију у новембру 2009. године како би се усредсредио на оспоравање Бакингхема, изборне јединице председника Џона Беркова, на општим изборима 2010. године и дошао је на треће место. Фараж је успешно изашао на такмичење за вођство УКИП у новембру 2010. године, поново постајући лидер након што је Лорд Пирсон из Раноха добровољно одступио. Он је на другом месту у Дејли телеграф Топ 100 најутицајнијих десничара, иза премијера Дејвида Камерона.
Фараж је проглашен за Британца године од стране Тајмза 2014. године. На европским изборима 2014. године УКИП је освојио 24 места, што је први пут да је странка која није лабуристичка или конзервативна освојила највећи број места на националним изборима од општих избора у децембру 1910, вршећи притисак на Камерона да распише референдум о чланству у ЕУ.
На општим изборима 2015. године УКИП је обезбедио преко 3,8 милиона гласова и 12,6% укупних гласова, замењујући Либералне демократе као трећу најпопуларнију странку, али је обезбедио само једно место. Фараж је најавио оставку када није освојио место у Саут Тенету, али је његова оставка одбијена и остао је као лидер. Фараж је био истакнута личност у успешној кампањи за Брекит на референдуму о чланству у ЕУ 2016. године.
После гласања за излазак из ЕУ, Фараж је поднео оставку на место лидера УКИП-а, што је покренуло изборе за руководство, али је и даље остао члан ЕП-а. У децембру 2018. Фараж је одустао од УКИП-а. Вратио се на фронтовску политику покретањем странке Брегзит 2019. године. Извлачећи подршку фрустрираних одложеном применом Брекита од стране владе Терезе Меј, странка Брегзит освојила је највише гласова на европским изборима у мају 2019. године, поставши највећа појединачна странка у Европском парламенту.